# Lista över fornlämningar i Falköpings kommun (Vilske-Kleva)
Lista över fornlämningar i Falköpings kommun (Vilske-Kleva) är en förteckning av ett urval av de fornlämningar som finns i Vilske-Kleva i Falköpings kommun.
| Namn                           | Lämningstyp                 | Tillkomsttid | Historisk indelning         | Plats | Läge                 | ID-nr          | Bild                                      |
| ------------------------------ | --------------------------- | ------------ | --------------------------- | ----- | -------------------- | -------------- | ----------------------------------------- |
| Vilske-Kleva 9:1               | Stensättning                |              | Vilske-Kleva, Västergötland |       | 58.205809, 13.454265 | 10208900090001 | Ladda upp en bild av detta fornminne      |
| Vilske-Kleva 11:1              | Stenkrets                   |              | Vilske-Kleva, Västergötland |       | 58.203299, 13.441614 | 10208900110001 | Ladda upp en bild av detta fornminne      |
| Vilske-Kleva 11:2              | Stensättning                |              | Vilske-Kleva, Västergötland |       | 58.203557, 13.441928 | 10208900110002 | Ladda upp en bild av detta fornminne      |
| Vilske-Kleva 12:1              | Gravfält                    |              | Vilske-Kleva, Västergötland |       | 58.201136, 13.439561 | 10208900120001 | Ladda upp en bild av detta fornminne      |
| Vilske-Kleva 13:1              | Stensättning                |              | Vilske-Kleva, Västergötland |       | 58.204502, 13.442465 | 10208900130001 | Ladda upp en bild av detta fornminne      |
| Vilske-Kleva 13:2              | Stensättning                |              | Vilske-Kleva, Västergötland |       | 58.204179, 13.442666 | 10208900130002 | Ladda upp en bild av detta fornminne      |
| Vilske-Kleva 14:1              | Gravfält                    |              | Vilske-Kleva, Västergötland |       | 58.204611, 13.438919 | 10208900140001 | Ladda upp en bild av detta fornminne      |
| Vilske-Kleva 15:1              | Stensättning                |              | Vilske-Kleva, Västergötland |       | 58.203892, 13.437636 | 10208900150001 | Ladda upp en bild av detta fornminne      |
| Vilske-Kleva 15:2              | Stensättning                |              | Vilske-Kleva, Västergötland |       | 58.203567, 13.436935 | 10208900150002 | Ladda upp en bild av detta fornminne      |
| Vilske-Kleva 15:4              | Hällristning                |              | Vilske-Kleva, Västergötland |       | 58.203792, 13.436544 | 10208900150004 | Ladda upp en bild av detta fornminne      |
| Vilske-Kleva 16:1              | Stenkrets                   |              | Vilske-Kleva, Västergötland |       | 58.204073, 13.436063 | 10208900160001 | Ladda upp en bild av detta fornminne      |
| Vilske-Kleva 17:1              | Stensättning                |              | Vilske-Kleva, Västergötland |       | 58.202504, 13.434181 | 10208900170001 | Ladda upp en bild av detta fornminne      |
| Vilske-Kleva 18:1              | Stensättning                |              | Vilske-Kleva, Västergötland |       | 58.201355, 13.435532 | 10208900180001 | Ladda upp en bild av detta fornminne      |
| Vilske-Kleva 19:1              | Hällristning                |              | Vilske-Kleva, Västergötland |       | 58.201285, 13.436728 | 10208900190001 | Ladda upp en bild av detta fornminne      |
| Vilske-Kleva 20:1              | Hällristning                |              | Vilske-Kleva, Västergötland |       | 58.200619, 13.435889 | 10208900200001 | Ladda upp en bild av detta fornminne      |
| Vilske-Kleva 21:1              | Stensättning                |              | Vilske-Kleva, Västergötland |       | 58.197928, 13.429216 | 10208900210001 | Ladda upp en bild av detta fornminne      |
| Vilske-Kleva 21:2              | Stensättning                |              | Vilske-Kleva, Västergötland |       | 58.197705, 13.428946 | 10208900210002 | Ladda upp en bild av detta fornminne      |
| Vilske-Kleva 22:1              | Stensättning                |              | Vilske-Kleva, Västergötland |       | 58.197398, 13.427713 | 10208900220001 | Ladda upp en bild av detta fornminne      |
| Vilske-Kleva 23:1              | Grav markerad av sten/block |              | Vilske-Kleva, Västergötland |       | 58.200815, 13.428720 | 10208900230001 | Ladda upp en bild av detta fornminne      |
| Vilske-Kleva 23:2              | Grav markerad av sten/block |              | Vilske-Kleva, Västergötland |       | 58.200891, 13.428664 | 10208900230002 | Ladda upp en bild av detta fornminne      |
| Vilske-Kleva 25:1              | Grav markerad av sten/block |              | Vilske-Kleva, Västergötland |       | 58.202106, 13.426961 | 10208900250001 | Ladda upp en bild av detta fornminne      |
| Vilske-Kleva 26:1              | Stenkammargrav              |              | Vilske-Kleva, Västergötland |       | 58.199377, 13.435143 | 10208900260001 | Ladda upp en bild av detta fornminne      |
| Vilske-Kleva 27:1              | Hällristning                |              | Vilske-Kleva, Västergötland |       | 58.197829, 13.437663 | 10208900270001 | Ladda upp en bild av detta fornminne      |
| Vilske-Kleva 27:2              | Stensättning                |              | Vilske-Kleva, Västergötland |       | 58.197889, 13.437386 | 10208900270002 | Ladda upp en bild av detta fornminne      |
| Vilske-Kleva 28:1              | Stensättning                |              | Vilske-Kleva, Västergötland |       | 58.197225, 13.437204 | 10208900280001 | Ladda upp en bild av detta fornminne      |
| Vilske-Kleva 28:2              | Stensättning                |              | Vilske-Kleva, Västergötland |       | 58.197048, 13.437070 | 10208900280002 | Ladda upp en bild av detta fornminne      |
| Vilske-Kleva 29:1              | Grav markerad av sten/block |              | Vilske-Kleva, Västergötland |       | 58.226095, 13.456944 | 10208900290001 | Ladda upp en bild av detta fornminne      |
| Vilske-Kleva 29:2              | Röse                        |              | Vilske-Kleva, Västergötland |       | 58.226083, 13.457180 | 10208900290002 | Ladda upp en bild av detta fornminne      |
| Vilske-Kleva 29:3              | Stensättning                |              | Vilske-Kleva, Västergötland |       | 58.226209, 13.456942 | 10208900290003 | Ladda upp en bild av detta fornminne      |
| Vilske-Kleva 29:4              | Grav markerad av sten/block |              | Vilske-Kleva, Västergötland |       | 58.226288, 13.457270 | 10208900290004 | Ladda upp en bild av detta fornminne      |
| Vilske-Kleva 31:1              | Hällristning                |              | Vilske-Kleva, Västergötland |       | 58.238003, 13.457699 | 10208900310001 | Ladda upp en bild av detta fornminne      |
| Vilske-Kleva 36:1              | Hällristning                |              | Vilske-Kleva, Västergötland |       | 58.225572, 13.476000 | 10208900360001 | Ladda upp en bild av detta fornminne      |
| Vilske-Kleva 44:1              | Stenkrets                   |              | Vilske-Kleva, Västergötland |       | 58.208662, 13.420549 | 10208900440001 | Ladda upp en bild av detta fornminne      |
| Vilske-Kleva 44:2              | Stenkrets                   |              | Vilske-Kleva, Västergötland |       | 58.208760, 13.420495 | 10208900440002 | Ladda upp en bild av detta fornminne      |
| Vilske-Kleva 45:1              | Stensättning                |              | Vilske-Kleva, Västergötland |       | 58.208574, 13.416223 | 10208900450001 | Ladda upp en bild av detta fornminne      |
| Vilske-Kleva 46:1              | Stensättning                |              | Vilske-Kleva, Västergötland |       | 58.207875, 13.413081 | 10208900460001 | Ladda upp en bild av detta fornminne      |
| Vilske-Kleva 47:1              | Grav markerad av sten/block |              | Vilske-Kleva, Västergötland |       | 58.207486, 13.412183 | 10208900470001 | Ladda upp en bild av detta fornminne      |
| Vilske-Kleva 48:1              | Grav markerad av sten/block |              | Vilske-Kleva, Västergötland |       | 58.205299, 13.419444 | 10208900480001 | Ladda upp en bild av detta fornminne      |
| Vilske-Kleva 50:1              | Stenkrets                   |              | Vilske-Kleva, Västergötland |       | 58.201785, 13.415062 | 10208900500001 | Ladda upp en bild av detta fornminne      |
| Vilske-Kleva 50:2              | Stenkrets                   |              | Vilske-Kleva, Västergötland |       | 58.201718, 13.415257 | 10208900500002 | Ladda upp en bild av detta fornminne      |
| Vilske-Kleva 50:3              | Stenkrets                   |              | Vilske-Kleva, Västergötland |       | 58.201785, 13.415062 | 10208900500003 | Ladda upp en bild av detta fornminne      |
| Vilske-Kleva 56:1              | Stensättning                |              | Vilske-Kleva, Västergötland |       | 58.195282, 13.435289 | 10208900560001 | Ladda upp en bild av detta fornminne      |
| Vilske-Kleva 56:2              | Stensättning                |              | Vilske-Kleva, Västergötland |       | 58.195235, 13.435639 | 10208900560002 | Ladda upp en bild av detta fornminne      |
| Vilske-Kleva 57:1              | Stenkammargrav              |              | Vilske-Kleva, Västergötland |       | 58.194251, 13.435165 | 10208900570001 | Ladda upp en bild av detta fornminne      |
| Vilske-Kleva 58:1              | Stenkammargrav              |              | Vilske-Kleva, Västergötland |       | 58.195284, 13.433626 | 10208900580001 | Ladda upp en till bild av detta fornminne |
| Vilske-Kleva 59:1              | Hällristning                |              | Vilske-Kleva, Västergötland |       | 58.196083, 13.431342 | 10208900590001 | Ladda upp en bild av detta fornminne      |
| Vilske-Kleva 59:2              | Stensättning                |              | Vilske-Kleva, Västergötland |       | 58.196073, 13.431587 | 10208900590002 | Ladda upp en bild av detta fornminne      |
| Vilske-Kleva 60:1              | Stensättning                |              | Vilske-Kleva, Västergötland |       | 58.196176, 13.429771 | 10208900600001 | Ladda upp en bild av detta fornminne      |
| Vilske-Kleva 60:2              | Hällristning                |              | Vilske-Kleva, Västergötland |       | 58.196176, 13.429771 | 10208900600002 | Ladda upp en bild av detta fornminne      |
| Vilske-Kleva 62:1              | Röse                        |              | Vilske-Kleva, Västergötland |       | 58.195432, 13.428745 | 10208900620001 | Ladda upp en bild av detta fornminne      |
| Vilske-Kleva 62:2              | Stensättning                |              | Vilske-Kleva, Västergötland |       | 58.195592, 13.428751 | 10208900620002 | Ladda upp en bild av detta fornminne      |
| Vilske-Kleva 62:3              | Grav markerad av sten/block |              | Vilske-Kleva, Västergötland |       | 58.195728, 13.428649 | 10208900620003 | Ladda upp en bild av detta fornminne      |
| Vilske-Kleva 62:4              | Stenkrets                   |              | Vilske-Kleva, Västergötland |       | 58.195933, 13.428733 | 10208900620004 | Ladda upp en bild av detta fornminne      |
| Vilske-Kleva 62:5              | Stensättning                |              | Vilske-Kleva, Västergötland |       | 58.195987, 13.428903 | 10208900620005 | Ladda upp en bild av detta fornminne      |
| Vilske-Kleva 63:1              | Stensättning                |              | Vilske-Kleva, Västergötland |       | 58.192136, 13.429853 | 10208900630001 | Ladda upp en bild av detta fornminne      |
| Vilske-Kleva 64:1              | Stensättning                |              | Vilske-Kleva, Västergötland |       | 58.190259, 13.431564 | 10208900640001 | Ladda upp en bild av detta fornminne      |
| Vilske-Kleva 64:2              | Stensättning                |              | Vilske-Kleva, Västergötland |       | 58.190514, 13.431733 | 10208900640002 | Ladda upp en bild av detta fornminne      |
| Vilske-Kleva 97:1              | Grav markerad av sten/block |              | Vilske-Kleva, Västergötland |       | 58.214475, 13.427232 | 10208900970001 | Ladda upp en bild av detta fornminne      |
| Träleborg (Vilske-Kleva 113:1) | Fornborg                    |              | Vilske-Kleva, Västergötland |       | 58.212494, 13.479752 | 10208901130001 | Ladda upp en till bild av detta fornminne |